# Alkaid
Alkaid (η UMa, Eta UMa,  Eta Ursae Majoris) je hvězda souhvězdí Velké Medvědice. Je to nejvýchodnější hvězda v asterismu Velký vůz. Na rozdíl od většiny hvězd Velkého vozu však není členem pohybové skupiny Velké medvědice. Se zdánlivou hvězdnou velikostí +1,86 je třetí nejjasnější hvězdou v souhvězdí a jednou z nejjasnějších hvězd noční oblohy. 
Jméno Alkaid pochází z arabské fráze قائد بنات نعش (qā'id bināt naʿsh), která znamená „vůdce dcer pohřebních már“. Dcery már (truchlící dívky) jsou tři hvězdy rukojeti Velkého vozu: Alkaid, Mizar a Alioth; zatímco čtyři hvězdy Megrez, Phecda, Merak a Dubhe jsou máry. Starší název hvězdy je Benetnasch.
Alkaid je 10 milionů let stará hvězda hlavní posloupnosti typu B s hvězdnou klasifikací B3 V. Od roku 1943 slouží spektrum této hvězdy jako jeden ze stabilních opěrných bodů, podle kterých se klasifikují ostatní hvězdy. Oproti Slunci má hvězda šestkrát větší hmotnost, 3,4krát větší poloměr a vyzařuje přibližně 594krát více energie. Její vnější atmosféra má efektivní teplotu asi 15 540 K, což jí dává modrobílý odstín hvězdy typu B. Od Země je vzdálena asi 100 světelných let.